# Alsószentiván, Fejér
Alsószentiván  este un sat în districtul Sárbogárd, județul Fejér, Ungaria, având o populație de 655 de locuitori (2011). 

## Demografie
Componența etnică a satului Alsószentiván
     Maghiari (98,24%)
     Romi (1,17%)
     Necunoscut (0,59%)
     Alții (0,59%)
Componența confesională a satului Alsószentiván
     Reformați (10,23%)
     Fără religie (9,01%)
     Necunoscută (80,76%)
Conform recensământului din 2011, satul Alsószentiván avea 655 de locuitori. Din punct de vedere etnic, majoritatea locuitorilor (98,24%) erau maghiari, cu o minoritate de romi (1,17%). Apartenența etnică nu este cunoscută în cazul a 0,59% din locuitori. Nu există o religie majoritară, locuitorii fiind reformați (10,23%) și persoane fără religie (9,01%). Pentru 80,76% din locuitori nu este cunoscută apartenența confesională.